# Marine Tondelier
Marine Tondelier (Bois-Bernard, 23 agosto 1986) è una politica francese, segretaria nazionale del partito politico Les Écologistes, dopo aver ottenuto il 90,8% dei voti al secondo turno durante il congresso il 10 dicembre 2022..
Dal 2014 è consigliera comunale del comune di Hénin-Beaumont e dal 2021 consigliere regionale nell'Alta Francia.

## Biografia
Marine Tondelier è nata il 23 agosto 1986 a Bois-Bernard, figlia di una madre dentista e di un padre omeopata a Hénin-Beaumont. I suoi nonni erano agricoltori a Beaumont-en-Artois e farmacisti a Hénin-Liétard, prima della fusione dei due comuni di Hénin-Beaumont nel 1976.
Dopo un corso di preparazione letteraria, si è laureata presso l'Istituto di studi politici di Lilla  nel 2009 e ha conseguito un master in gestione delle strutture sanitarie. Ha svolto tirocini presso l'Ambasciata di Francia a Stoccolma, presso l'Ispettorato Generale degli Affari Sociali e presso il Dipartimento di Ecologia Ospedaliera dell'Assistance Publique - Hôpitaux de Paris.
Dal 2017 al 2022 è stata delegata generale della Federazione Atmo France, la federazione nazionale delle associazioni approvate per il monitoraggio della qualità dell'aria (AASQA). Atmo France persegue un obiettivo di interesse generale: il miglioramento della qualità dell'aria attraverso un monitoraggio efficace al servizio dell'azione e la valutazione delle politiche volte a migliorarla.

## Carriera politica
Marine Tondelier ha iniziato la carriera politica entrando a far parte di Europe Écologie Les Verts (EÉLV) nel 2009, poco prima delle elezioni comunali suppletive di Hénin-Beaumont innescate dalla destituzione del sindaco di Gérard Dalongeville, perseguito per appropriazione indebita di fondi pubblici, corruzione, falsificazione di documenti privati e uso di falsi, favoritismo e occultamento di favoritismi. Era nella lista EÉLV, guidata da Régine Calzia, che ha ottenuto l'8,72% dei voti al primo turno. Uscita in vantaggio al primo turno, la lista del candidato del FN, Steeve Briois, sostenuta direttamente da Marine Le Pen, è stata battuta al secondo turno dal candidato di sinistra Daniel Duquenne.
Marine Tondelier è stata candidata all'ELV nel giugno 2012 nell'undicesima circoscrizione del Pas-de-Calais (Hénin-Beaumont), scelta dal 2007 da Marine Le Pen per cercare di essere eletta all'Assemblea nazionale, e dove Jean-Luc Mélenchon ha deciso di candidarsi il giorno dopo il secondo turno delle elezioni presidenziali. Il 2 giugno 2012, dopo la sua partecipazione al dibattito televisivo organizzato da France 3 Nord-Pas-de-Calais con tutti i candidati dell'undicesima circoscrizione, Marine Tondelier ha denunciato lo sfruttamento da parte dei due leader nazionali della situazione di Hénin-Beaumont: "Non sono sicura che questo sia ciò che farà uscire la circoscrizione dalla sua situazione. Il bacino minerario, è stanco, è arrabbiato e diventa furioso". Ha ottenuto l'1,63% dei voti al primo turno delle elezioni, vinte al secondo turno dal socialista Philippe Kemel contro Marine Le Pen.
Candidata con Thierry Deneuville nel cantone di Hénin-Beaumont-1 alle elezioni dipartimentali del 2015, il duo ha ottenuto il 6,50% dei voti al primo turno. All'età di 29 anni, Marine Tondelier è stata scelta per guidare nel Pas-de-Calais la lista di alleanza tra il Partito della Sinistra e l'ELV per le elezioni regionali del 2015 nel Nord-Pas-de-Calais-Picardie (regione ribattezzata Hauts-de-France nel 2016), che ha ottenuto il 4,83% dei voti al primo turno. Investita da EÉLV nell'undicesima circoscrizione del Passo di Calais per le elezioni legislative del 2017, ha ottenuto il 3,55% dei voti al primo turno.
Alle elezioni europee del 2019, Marine Tondelier è stata candidata al 74º posto nella lista di Europe Écologie Les Verts, guidata da Yannick Jadot. La lista ha ottenuto il 13,48% a livello nazionale e 13 eurodeputati al Parlamento europeo.